# 포르노그래피 반대 여성
포르노그래피 반대 여성 (Women Against Pornography)은 1970년대 후반과 1980년대에 반포르노그래피 운동에 영향력을 행사한 뉴욕 출신의 급진적 여성주의 운동가 단체였다.
WAP는 주로 1970년대 후반부터 1990년대 초까지 미국과 영어권에서 활발한 활동을 펼친 많은 여성 중에서 가장 유명한 여성주의 반포르노그래피 단체이다. 이전에 뉴욕에서 광범위한 여성주의 반포르노그래피 단체를 시작하려는 시도가 실패한 뒤, WAP는 1978년에 설립되었다. WAP는 포르노그래피 방지 운동에 대한 광범위한 지지를 빠르게 얻었으며, 1979년 3월에는 타임 스퀘어에서 5000명이 넘는 지지자들을 포함하여 3월에 개최되었다. WAP는 행진과 다른 행동 수단을 통해 시장 광장, 극장 소유주 및 타임 스퀘어의 젠트리피케이션에 관심이있는 다른 당사자들로부터 예상치 못한 재정 지원을 받을 수 있었다.
WAP는 타임 스퀘어에서 열린 성인 용품 상점과 포르노그래피 극장 반포르노그래피 정보 관광으로 인해 유명해졌다. 1980년대 WAP는 특히 민권 지향의 반포르노그래피 법안을 지지하는 포르노그래피 반대 로비 활동과 입법 노력에 더 집중하기 시작했다. 그들은 또한 미스 위원회 이전에 증언에 적극적으로 참여했으며 민권 기반 반포르노그래피 모델에 대한 옹호의 일부가 위원회의 최종 권고안으로 들어갔다. 1980년대 후반, WAP의 지도부는 국제 성매매 문제에 더 초점을 맞추고 이번에는 여성 매매 반대 연합을 창립했다. 1990년대 WAP는 덜 활동적이 되어 결국 90년대 중반에 사라졌다.
WPA의 입장은 논란의 여지가 있었다. 시민 자유는 WAP와 유사한 단체를 반대하며 WAP가 주장한 입법적 접근은 검열에 해당한다고 주장했다. 이에 더하여, WAP는 포르노그래피 반대 여성주의 운동이 오도되어 궁극적으로 여성과 성 소수자들에게 해를 끼치고 성적 자유와 언론의 자유권을 위협한다고 주장하는 성긍정 여성주의자들과 갈등을 겪었다. 1982년 바너드 회의와 관련된 사건에서 WAP 및 성긍정 페미니스트들이 분쟁에 참여했다. 이 사건들은 1970년대 후반과 1980년대의 여성주의 성 전쟁으로 알려진 전투에서 벌어졌다.

## 같이 보기
- WAP (노래)

## 참고 문헌
- MacKinnon, Catharine A., & Andrea Dworkin, eds., In Harm's Way: The Pornography Civil Rights Hearings (Cambridge, Mass.: Harvard Univ. Press, pbk. 1997 (ISBN 0-674-44579-1)) (includes discussion of WAP)